# Сетимо Торинезе
Сетимо Торинезе (итал. Settimo Torinese) је насеље у Италији у округу Торино, региону Пијемонт.
Према процени из 2011. у насељу је живело 44122 становника. Насеље се налази на надморској висини од 212 м.

## Становништво
Према резултатима пописа становништва 2011. у општини је живело 46.875 становника.
| 1931. | 1936. | 1951.  | 1961.  | 1971.  | 1981.  | 1991.  | 2001.  | 2011.  |
| ----- | ----- | ------ | ------ | ------ | ------ | ------ | ------ | ------ |
| 9.116 | 8.735 | 11.217 | 18.292 | 42.710 | 44.210 | 45.984 | 46.982 | 46.875 |

## Партнерски градови
- Cavarzere, Ваљс, Шавил, Rionero in Vulture